# مانويل بيريز (لاعب كرة قدم إسباني)
مانويل بيريز (بالإسبانية: Manuel Pérez Rodrigo) (31 أغسطس 1976 في إسبانيا - ) هو لاعب كرة قدم إسباني في مركز الوسط. لعب مع إسبانيول وبوليديبورتيفو إيخيذو وراسينغ فيرول وريال مايوركا ب وكولتورال ليونيسا ولوغرونيس ونادي ألباسيتي ونادي أليكانتي ونادي أورينسي ونادي إلتشي ونادي إيركوليس ونادي برشلونة ج ونادي برشلونة ونادي سبتة ونادي قادش ونادي لاردة ونادي مليلية وCD Roquetas ‏ وCF Gavà ‏ وإسبانيول ب.

## وصلات خارجية
- مانويل بيريز على موقع قاعدة بيانات كرة القدم.إي يو (الإنجليزية)
- مانويل بيريز على موقع Soccerway.com (الإنجليزية)